# Alaró
Alaró (en catalan et en castillan) est une commune de l'île de Majorque dans la communauté autonome des Îles Baléares en Espagne. Elle est située à l'ouest de l'île, dans la comarque du Raiguer.

## Géographie

Localisation de l'île Majorque dans les Îles Baléares.
Localisation d'Alaró dans l'île de Majorque.
Localisation de la comarque du Raiguer dans l'île de Majorque.